# Ritterschauspiel
Ritterschauspiele sind ein Theatergenre, das seine Blütezeit am Ende des 18. und Beginn des 19. Jahrhunderts im deutschen Sprachraum hatte. Eine klare Definition kann es nicht geben, weil Bühnenschriftsteller neben selbsterfundenen Stoffen und Motiven aus der Volksüberlieferung (Teufelsbündnis, verfeindete Brüder u. a.) auch Romane der Goethezeit als Quellen verwendeten. Die Grenzen zwischen den Genres Ritterroman, Geisterroman, Räuberroman und Geheimbundroman sind fließend, wodurch auch eine Kategorisierung der Ritterschauspiele mitunter erschwert wird. Typische Motive der Goethezeit, die in literarischen Werken mit der eigenen Gegenwart als Handlungszeit vorkommen, finden sich auch in Ritterschauspielen: Frauen in Männerkleidern, feindliche Brüder, Vatersuche u. a. Die Entstehung, Entwicklung und Rezeption verlief an den Hoftheatern, Nationaltheatern und Wanderbühnen anders als in ländlichen Regionen, obwohl ähnliche Stilelemente durch die gemeinsamen Quellen erkennbar sind.

## Ritterschauspiele an höfischen und städtischen Theatern sowie Wanderbühnen
Ende des 18. Jahrhunderts entstand der Ritterroman als neuzeitliches Genre der Unterhaltungsliteratur (zu den hochmittelalterlichen Ritterepen und Romanen wie Amadis de Gaulle hat der Ritterroman der Goethezeit keine stofflichen oder stilistischen Bezüge oder Übereinstimmungen). Das Ritterschauspiel wurde in der Folge zur großen Mode. Handlungszeit ist fast immer das Mittelalter, wobei eine historische Wahrhaftigkeit weder von den Autoren realisiert noch vom Publikum eingefordert wurde. Die Handlungen beinhalten Familienfehden, Liebende aus verfeindeten Geschlechtern, verborgene Verwandtschaftsbeziehungen, Intrigen, Machtkämpfe, Kreuzzüge mit Auseinandersetzungen zwischen Christen und Moslems, Morde und Zweikämpfe in einer ständisch geprägten Gesellschaft. Die dramatischen Muster wirkten bis zu Johann Wolfgang von Goethe (Götz von Berlichingen, 1774) und Heinrich von Kleist, der das Genre in seinem „großen historischen Ritterschauspiel“ Das Käthchen von Heilbronn um eine sonst ungewöhnliche psychologische Tiefenwirkung bereicherte. Einflüsse des Ritterschauspiels wirken auch auf die frühe romantische Oper, z. B. Undine von E. T. A. Hoffmann und Euryanthe von Carl Maria von Weber (Textbuch von Helmina von Chézy). Ab ca. 1840 ließ das Interesse an diesem dramatischen Genre nach, während es im Musiktheater weiterhin lebendig war (z. B. Die Nibelungen von Heinrich Dorn, 1854).
Autoren von Ritterschauspielen waren z. B. Elise Bürger (Adelheid, Gräfin von Teck, 1800), Andreas Josef von Guttenberg (Jakobine von Baiern, Gräfin von Holland, 1800), Heinrich Amann (Der Bruderhass), und Christian Heinrich Spieß (Klara von Hoheneichen, 1790), der mit seinem Roman Das Petermännchen den Stoff für das Schauspiel mit Musik von Karl Friedrich Hensler und das Ritterschauspiel Rudolf von Westerburg von Josef Georg Schmalz lieferte. Die Ritterschauspiele zeichneten sich durch eine direkte und intensive Sprachgestaltung mit pathetischen Aufschwüngen aus, dabei entstanden stereotype Floskeln, die dieses Genre sehr geeignet für Parodien machte.
An Subventionstheatern gelangen außer den Dramen von Goethe und Kleist keine Ritterschauspiele mehr zur Aufführung.

## Ritterschauspiele im ländlichen Raum
Im Zuge der Säkularisation wurden Laiendarstellern in vielen Dörfern seit 1780 die Aufführungen von auch von Jesuitenbruderschaften geförderten Passions- und Sakralspielen durch Behörden verboten. Durch dieses Verbot entstand für Laienensembles eine Lücke an dramatisch verwendbaren Situationen.
Das ländliche Ritterschauspiel entstand auch durch die Nachahmung von Ritterschauspiel-Aufführungen durch reisende Theatergruppen und ersetzte die sakralen Spiele. Schon im 18. Jahrhundert waren Handlungen von Heiligenspielen um weltliche Figuren und Konfliktsituationen erweitert worden, der Übergang zum Ritterschauspiel verlief somit fließend. Die Autoren übernahmen Handlungen von Ritterromanen und verwendeten auch Stoffe aus den deutschen Volksbüchern und Sagen, berühmt und einflussreich waren z. B. verschiedene dramatische Varianten der Genofeva-Sage.
Erwerbsorientierte Autoren nutzten alle ihnen möglichen Mittel zur Spannungssteigerung und Überwältigung ihres Publikums, Laienautoren wie Josef Georg Schmalz setzten auf einen linearen Aufbau mit fest strukturierten Handlungsmustern. Die Vermeidung von erotischen oder stark leidenschaftlichen Wendungen und eine strikte Schwarz-Weiß-Zeichnung der Bühnenfiguren unterscheidet das ländliche vom Ritterschauspiel für professionelle Ensembles. Adaptionen aus Ritterromanen der Goethezeit direkt aus den Druckausgaben oder aus Abschriften und anderen Vermittlungskanälen wurden nur vorgenommen, wenn die Handlung sich dem dualistischen Poetiksystem des Volksschauspiels anpassen ließ.
Ländliche Ritterschauspiele wurden in ihrer Entstehungszeit nie im Druck veröffentlicht, sondern ausschließlich in Hand- und Abschriften. In ländlichen Räumen hielt sich das Ritterschauspiel länger als an den professionellen Theatern, etwa bis 1900. Ähnliche Handlungsmuster hatten ab ca. 1900 Laienspiele. Bis ca. 1900 gelangten v. a. an Dorftheatern in Bayern und Tirol (Flintsbach, Endorf, Brixlegg, Kufstein u. a.) ländliche Ritterschauspiele zur Aufführung. Die Ritterschauspiele Kiefersfelden spielen jedes Jahr im Sommer ein ländliches Ritterschauspiel.

## Die bis 1806 bestehende Reichsritterschaft als inspirierende Reminiszenz
Die von 1495 bis 1806 als anerkannte Korporation bestehende Reichsritterschaft, die seit 1577 in die drei Ritterkreise Schwaben, Franken und Rheinland gegliedert war und der bis 1680 außerdem auch die Ritterschaft im Unteren Elsass angehörte, förderte die literarisch inspirierende Reminiszenz an das Ritterwesen auch nach dem Ende der eigentlichen Ritterzeit, für die noch Kaiser Maximilian I. (HRR) als "letzter Ritter" stand. Heilbronn am Neckar, das bis 1803 freie Reichsstadt und bis 1806 Sitz des Ritterkantons Kraichgau des Ritterkreises Schwaben der Reichsritterschaft war, steht beispielhaft für einen Schauplatz, an dem die Erinnerung an die Ritterzeit durch Dramen wie Goethes 1773 erschienenes Werk Götz von Berlichingen mit der eisernen Hand. Ein Schauspiel und Kleists 1810 erschienenes Werk Das Käthchen von Heilbronn oder die Feuerprobe ein großes historisches Ritterschauspiel literarisch und – zumindest terminologisch – auch durch die Realität wachgehalten wurde.